# Elecciones estatales de Bremen de 1946
La elección estatal de Bremen en 1946 fue la primera elección al Bürgerschaft de la ciudad de Bremen después de la Segunda Guerra Mundial. Tuvo lugar el 13 de octubre de 1946.
La elección se llevó a cabo sólo en la ciudad de Bremen. El estado de Bremen como tal fue refundado recién en enero de 1947.
La participación fue del 85,2 por ciento. El SPD fue el partido más fuerte y formó una coalición con el BDV y el KPD con Wilhelm Kaisen como alcalde.

## Resultados
| Partido | Partido        | Votos   | %    | Escaños  |
| ------- | -------------- | ------- | ---- | -------- |
|         | SPD            | 316.457 | 47,6 | 51 (+24) |
|         | CDU            | 125.307 | 18,9 | 12 (+12) |
|         | BDV            | 121.279 | 18,3 | 12 (-9)  |
|         | KPD            | 76.411  | 11,5 | 3 (-6)   |
|         | Independientes | 24.876  | 3,7  | 2 (-1)   |

Nota: El número de escaños se compara con los escaños del Parlamento designado previamente por las fuerzas de ocupación aliadas.